# Basilio Brollo
Basilio Brollo (Gemona del Friuli, 1648 – Xi'an, 16 novembre 1704) è stato un religioso, missionario e sinologo italiano appartenente all'Ordine dei frati minori.

## Biografia
Brollo fu il continuatore di una lunga serie di rapporti tra il Cattolicesimo e la Cina, che avevano preso avvio grazie a Giovanni da Montecorvino (anche lui frate minore, primo vescovo di Khanbalik, l'odierna Pechino, inviato alla corte del Gran Khan del Cathay da papa Nicolò IV nel 1288) e proseguiti e approfonditi con Matteo Ricci, Michele Ruggieri e Prospero Intorcetta, primi traduttori di testi classici confuciani.

Missionario francescano, Basilio da Gemona partì per la Cina nel 1680; dopo una breve permanenza nel Siam, fu dal 1684 al 1700 a Canton e a Nanchino, e quindi vicario apostolico dello Shanxi. Il suo primo impatto con gli usi e costumi cinesi fu sconfortante, come scriveva al padre: 
(Basilio Brollo, lettera al padre da Canton, 1684)
Fu il compilatore a Nanchino del primo vocabolario latino-cinese (Hán-tsé-Sȳ-ý, 汉字西译, in italiano L'interpretazione occidentale dei caratteri cinesi). Una prima versione conteneva oltre 7000 caratteri, era stata compilata tra il 1692 e il 1694 e aveva i caratteri ordinati in base al radicale. La seconda versione, scritta nel 1699, aveva i caratteri ordinati in base alla pronuncia. Ha anche descritto l'andamento dei toni usando le note musicali e il suo lavoro rappresenta una preziosa attestazione del Mandarino Medio, utilizzabile dai linguisti. I manoscritti originali sono andati perduti, ma si conservano delle copie nella Biblioteca Medicea Laurenziana a Firenze (Manoscritto Rinuccini e Manoscritto San Marco). 
Esercitò la sua azione missionaria principalmente nella regione dello Shaanxi. 
Basandosi sulla sua opera venne compilato il Dictionnaire chinois-français-latin, pubblicato a Parigi nel 1813. L'autore, Chrétien-Louis-Joseph de Guignes, per velocizzare la produzione dell'opera, attinse a piene mani dal dizionario di Brollo senza tuttavia citarlo. Solo grazie agli studi di Jean-Pierre Abel-Rémusat e di Julius Klaproth l'usurpazione fu scoperta e vennero attribuiti al francescano i giusti meriti.